# Умар Траоре
Умар Траоре (фр. Oumar Traoré, нар. 27 лютого 1975) — сенегальський футболіст, що грав на позиції півзахисника, зокрема за  національну збірну Сенегалу.

## Клубна кар'єра
У дорослому футболі дебютував 1997 року виступами за команду «Діараф», в якій провів два сезони. 
Згодом у 1999–2003 роках грав у Саудівській Аравії за «Аль-Ріяд» та «Аль-Наджму» (Унайза), після чого повернувся до «Діарафа».
Завершив ігрову кар'єру у кіпрському АЕК (Ларнака), за який виступав протягом 2005—2006 років.

## Виступи за збірну
1996 року дебютував в офіційних матчах у складі національної збірної Сенегалу.
У складі збірної був учасником Кубка африканських націй 2000 року в Гані та Нігерії.
Загалом протягом п'ятирічної кар'єри в національній команді провів у її формі 25 матчів, забивши 5 голів.